# Sportgemeinschaft 09 Wattenscheid 1982-1983
Questa voce raccoglie le informazioni riguardanti la Sportgemeinschaft 09 Wattenscheid nelle competizioni ufficiali della stagione 1982-1983.

## Stagione
Nella stagione 1982-1983 il Wattenscheid, allenato da Fahrudin Jusufi, concluse il campionato di 2. Bundesliga al 15º posto. In Coppa di Germania il Wattenscheid fu eliminato al primo turno dall'Eintracht Braunschweig.

## Rosa
| N. |                     | Ruolo | Calciatore         |
| -- | ------------------- | ----- | ------------------ |
|    | Germania (bandiera) | P     | Manfred Behrendt   |
|    | Germania (bandiera) | P     | Jürgen Postler     |
|    | Germania (bandiera) | P     | Bernd Tilner       |
|    | Germania (bandiera) | D     | Thomas Duschanski  |
|    | Croazia (bandiera)  | D     | Vilson Džoni       |
|    | Germania (bandiera) | D     | Ulrich Gentze      |
|    | Germania (bandiera) | D     | Heinrich Kerscher  |
|    | Germania (bandiera) | D     | Thomas Siewert     |
|    | Germania (bandiera) | D     | Werner Steeger     |
|    | Germania (bandiera) | D     | Hans-Jürgen Zimmer |
|    | Germania (bandiera) | C     | Karl Gerban        |
|    | Germania (bandiera) | C     | Michael Henke      |
|    | Germania (bandiera) | C     | Klaus Kramer       |

| N. |                     | Ruolo | Calciatore        |
| -- | ------------------- | ----- | ----------------- |
|    | Germania (bandiera) | C     | Helmut Reiners    |
|    | Germania (bandiera) | C     | Martin Tilner     |
|    | Germania (bandiera) | C     | Günter Tinnefeld  |
|    | Germania (bandiera) | C     | Jürgen Willkomm   |
|    | Germania (bandiera) | C     | Ludger Winkel     |
|    | Germania (bandiera) | A     | Sergio Allievi    |
|    | Germania (bandiera) | A     | Uwe Clausmeier    |
|    | Germania (bandiera) | A     | Gerhard Drews     |
|    | Germania (bandiera) | A     | Norbert Elgert    |
|    | Germania (bandiera) | A     | Peter Kunkel      |
|    | Germania (bandiera) | A     | Waldemar Steubing |
|    | Germania (bandiera) | A     | Hermann Wulfmeier |

## Organigramma societario
Area tecnica
- Allenatore: Fahrudin Jusufi
- Allenatore in seconda:
- Preparatore dei portieri:
- Preparatori atletici:

## Calciomercato

### Sessione estiva
| Acquisti | Acquisti          | Acquisti     | Acquisti |
| R.       | Nome              | da           | Modalità |
| -------- | ----------------- | ------------ | -------- |
| A        | Waldemar Steubing | Uerdingen 05 |          |
| A        | Norbert Elgert    | Osnabrück    |          |
| D        | Thomas Siewert    | Schalke 04   |          |
| D        | Werner Steeger    | Uerdingen 05 |          |
| C        | Ludger Winkel     | Schalke 04   |          |

| Cessioni | Cessioni         | Cessioni           | Cessioni |
| R.       | Nome             | a                  | Modalità |
| -------- | ---------------- | ------------------ | -------- |
| C        | Frank Aalken     | Wattenscheid 09 II |          |
| A        | Hans Faust       | Colonia            |          |
| P        | Dieter Issel     | SV Erle 08         |          |
| A        | Wolfgang Schmitt | Horst Emscher      |          |
| D        | Burkhard Steiner | Hannover 96        |          |
| A        | Walter Wagner    | Young Boys         |          |

### Sessione invernale
| Acquisti | Acquisti | Acquisti | Acquisti |
| R.       | Nome     | da       | Modalità |
| -------- | -------- | -------- | -------- |

| Cessioni | Cessioni | Cessioni | Cessioni |
| R.       | Nome     | a        | Modalità |
| -------- | -------- | -------- | -------- |

## Risultati

### 2. Bundesliga

#### Girone di andata
| Arbitro: | Neuner |

|                                               |           |            |
| de Loo 15’ Puszamszies 47’ Feilzer 64’ (rig.) | Marcatori | 26’ Winkel |

| Arbitro: | Zimmermann |

|            |           |                        |
| Kunkel 77’ | Marcatori | 40’ Rombach 72’ Thomas |

| Arbitro: | Niebergall |

|                            |           |           |
| Täuber 20’, 43’ Dreher 82’ | Marcatori | 85’ Drews |

| Arbitro: | Hellwig |

|  |           |                        |
|  | Marcatori | 63’ Grabosch 90’ Baier |

| Arbitro: | Gabor |

|                             |           |            |
| Hampl 27’ Eymold 78’ (rig.) | Marcatori | 49’ Kunkel |

| Arbitro: | Ermer |

|  |           |                                    |
|  | Marcatori | 34’, 90’ Schatzschneider 73’ Pięta |

| Arbitro: | Dilg |

|             |           |  |
| Mattern 64’ | Marcatori |  |

| Arbitro: | Wiesel |

|  |           |                    |
|  | Marcatori | 18’ Löw 86’ Piller |

| Arbitro: | Eli |

|                                                   |           |                                   |
| Steubing 2’, 9’, 26’ (rig.) Winkel 39’ Kunkel 84’ | Marcatori | 27’ Glaser 44’ Hütter 86’ Metzler |

| Arbitro: | Gschwender |

|                                       |           |  |
| Kehr 36’, 45’ Wegmann 65’ Demange 86’ | Marcatori |  |

| Arbitro: | Werner |

|            |           |                                    |
| Kunkel 67’ | Marcatori | 26’ Büssers 79’ Seliger 86’ Dubski |

| Arbitro: | Fleischer |

|                  |           |                         |
| Lehmann 62’, 89’ | Marcatori | 29’ Steubing 76’ Kunkel |

| Arbitro: | Osmers |

|              |           |            |
| Willkomm 69’ | Marcatori | 63’ Walter |

| Arbitro: | Diekert |

|                            |           |            |
| Diekmann 77’ Buschmann 81’ | Marcatori | 43’ Elgert |

| Arbitro: | Hellwig |

|                                     |           |                 |
| Willkomm 9’ Steubing 14’ Winkel 67’ | Marcatori | 44’, 54’ Schuck |

| Arbitro: | Wiesel |

|                                       |           |                         |
| Bein 14’ Michelberger 59’ Sandner 88’ | Marcatori | 5’ Steubing 63’ Steeger |

| Arbitro: | Heitmann |

|            |           |             |
| Elgert 28’ | Marcatori | 90’ Naumann |

| Arbitro: | Clajus |

|               |           |  |
| Förschner 85’ | Marcatori |  |

| Arbitro: | Assenmacher |

|                                           |           |                     |
| Steubing 12’ Zimmer 29’, 78’ Willkomm 44’ | Marcatori | 59’, 70’ Steinhauer |

#### Girone di ritorno
| Bochum 8 gennaio 1983, ore 15:00 CET 20ª giornata | Wattenscheid 09 | 0 – 0 referto | Bayer Uerdingen | Lohrheidestadion (3 000 spett.)\| Arbitro: \| Wippker \| |
| Arbitro:                                          | Wippker         |               |                 |                                                          |

| Arbitro: | Föckler |

|             |           |                      |
| Dickert 33’ | Marcatori | 64’ Zimmer 73’ Drews |

| Arbitro: | Theobald |

|             |           |            |
| Steubing 6’ | Marcatori | 51’ Dreher |

| Arbitro: | Pauly |

|                    |           |                      |
| Schatzschneider 8’ | Marcatori | 68’ Kunkel 90’ Drews |

| Arbitro: | Huster |

|                                          |           |          |
| Elgert 17’ Kunkel 57’, 70’ Tinnefeld 60’ | Marcatori | 56’ Münn |

| Arbitro: | Klauser |

|                         |           |  |
| Hartmann 78’ Hayduk 87’ | Marcatori |  |

| Arbitro: | Dellwing |

|                                 |           |                             |
| Kunkel 22’, 51’, 81’ Elgert 76’ | Marcatori | 40’ Nehoda 61’ (rig.) Trapp |

| Arbitro: | Dilg |

|              |           |              |
| Löw 65’, 72’ | Marcatori | 40’ Steubing |

| Arbitro: | Niebergall |

|                               |           |                                             |
| Behrendt 40’ (aut.) Weber 82’ | Marcatori | 35’ (rig.) Willkomm 56’ Kunkel 78’ Steubing |

| Arbitro: | Clajus |

|                        |           |              |
| Kunkel 6’ Steubing 79’ | Marcatori | 83’ Bakalorz |

| Arbitro: | Glaw |

|                          |           |  |
| Helmes 36’ Wohlfarth 58’ | Marcatori |  |

| Arbitro: | Gschwender |

|                      |           |  |
| Elgert 62’ Drews 65’ | Marcatori |  |

| Arbitro: | Hontheim |

|                                   |           |  |
| Walter 14’ Linz 52’, 73’ Hein 87’ | Marcatori |  |

| Arbitro: | Heitmann |

|                                                 |           |                  |
| Zimmer 10’ Elgert 14’, 44’, 64’, 77’ Kunkel 70’ | Marcatori | 41’, 51’ Schäfer |

| Arbitro: | Diekert |

|  |           |                                                          |
|  | Marcatori | 20’ Siewert 26’ Willkomm 49’, 56’ (rig.) Džoni 88’ Drews |

| Bochum 14 maggio 1983, ore 15:00 CEST 35ª giornata | Wattenscheid 09 | 0 – 0 referto | Kickers Offenbach | Lohrheidestadion (4 950 spett.)\| Arbitro: \| Barnick \| |
| Arbitro:                                           | Barnick         |               |                   |                                                          |

| Arbitro: | Mierswa |

|  |           |                  |
|  | Marcatori | 4’, 14’ Steubing |

| Bochum 28 maggio 1983, ore 15:00 CEST 37ª giornata | Wattenscheid 09 | 0 – 0 referto | Augusta | Lohrheidestadion (3 000 spett.)\| Arbitro: \| Boos \| |
| Arbitro:                                           | Boos            |               |         |                                                       |

| Arbitro: | Kautschor |

|                     |           |              |
| Steinhauer 22’, 61’ | Marcatori | 69’ Willkomm |

### Coppa di Germania
| Arbitro: | Wuttke |

|  |           |                                         |
|  | Marcatori | 36’ Merkhoffer 74’ Herbst 88’ Ellmerich |

## Statistiche

### Statistiche di squadra
| Competizione      | Punti | In casa | In casa | In casa | In casa | In casa | In casa | In trasferta | In trasferta | In trasferta | In trasferta | In trasferta | In trasferta | Totale | Totale | Totale | Totale | Totale | Totale | DR |
| Competizione      | Punti | G       | V       | N       | P       | Gf      | Gs      | G            | V            | N            | P            | Gf           | Gs           | G      | V      | N      | P      | Gf     | Gs     | DR |
| ----------------- | ----- | ------- | ------- | ------- | ------- | ------- | ------- | ------------ | ------------ | ------------ | ------------ | ------------ | ------------ | ------ | ------ | ------ | ------ | ------ | ------ | -- |
| 2. Bundesliga     | 33    | 19      | 8       | 6       | 5       | 35      | 28      | 19           | 5            | 1            | 13           | 24           | 37           | 38     | 13     | 7      | 18     | 59     | 65     | -6 |
| Coppa di Germania | -     | 1       | 0       | 0       | 1       | 0       | 3       | 0            | 0            | 0            | 0            | 0            | 0            | 1      | 0      | 0      | 1      | 0      | 3      | -3 |
| Totale            | 33    | 20      | 8       | 6       | 6       | 35      | 31      | 19           | 5            | 1            | 13           | 24           | 37           | 39     | 13     | 7      | 19     | 59     | 68     | -9 |

### Andamento in campionato
| Giornata  | 1  | 2  | 3  | 4  | 5  | 6  | 7  | 8  | 9  | 10 | 11 | 12 | 13 | 14 | 15 | 16 | 17 | 18 | 19 | 20 | 21 | 22 | 23 | 24 | 25 | 26 | 27 | 28 | 29 | 30 | 31 | 32 | 33 | 34 | 35 | 36 | 37 | 38 |
| --------- | -- | -- | -- | -- | -- | -- | -- | -- | -- | -- | -- | -- | -- | -- | -- | -- | -- | -- | -- | -- | -- | -- | -- | -- | -- | -- | -- | -- | -- | -- | -- | -- | -- | -- | -- | -- | -- | -- |
| Luogo     | T  | C  | T  | C  | T  | C  | T  | C  | C  | T  | C  | T  | C  | T  | C  | T  | C  | T  | C  | C  | T  | C  | T  | C  | T  | C  | T  | T  | C  | T  | C  | T  | C  | T  | C  | T  | C  | T  |
| Risultato | P  | P  | P  | P  | P  | P  | P  | P  | V  | P  | P  | N  | N  | P  | V  | P  | N  | P  | V  | N  | V  | N  | V  | V  | P  | V  | P  | V  | V  | P  | V  | P  | V  | V  | N  | V  | N  | P  |
| Posizione | 16 | 20 | 20 | 20 | 20 | 20 | 20 | 20 | 20 | 20 | 20 | 20 | 20 | 20 | 20 | 20 | 20 | 20 | 19 | 19 | 19 | 19 | 19 | 17 | 18 | 17 | 18 | 18 | 17 | 18 | 16 | 17 | 16 | 16 | 14 | 13 | 14 | 15 |

Legenda:

Luogo: C = Casa; T = Trasferta. Risultato: V = Vittoria; N = Pareggio; P = Sconfitta.

### Statistiche dei giocatori
| Giocatore     | 2. Bundesliga | 2. Bundesliga | 2. Bundesliga | 2. Bundesliga | Coppa di Germania | Coppa di Germania | Coppa di Germania | Coppa di Germania | Totale   | Totale | Totale      | Totale     |
| Giocatore     | Presenze      | Reti          | Ammonizioni   | Espulsioni    | Presenze          | Reti              | Ammonizioni       | Espulsioni        | Presenze | Reti   | Ammonizioni | Espulsioni |
| ------------- | ------------- | ------------- | ------------- | ------------- | ----------------- | ----------------- | ----------------- | ----------------- | -------- | ------ | ----------- | ---------- |
| S. Allievi    | 0             | 0             | 0             | 0             | 0                 | 0                 | 0                 | 0                 | 0        | 0      | 0           | 0          |
| M. Behrendt   | 21            | 0             | 1             | 0             | 0                 | 0                 | 0                 | 0                 | 21       | 0      | 1           | 0          |
| U. Clausmeier | 0             | 0             | 0             | 0             | 0                 | 0                 | 0                 | 0                 | 0        | 0      | 0           | 0          |
| G. Drews      | 29            | 5             | 1             | 0             | 1                 | 0                 | 0                 | 0                 | 30       | 5      | 1           | 0          |
| T. Duschanski | 1             | 0             | 0             | 0             | 1                 | 0                 | 0                 | 0                 | 2        | 0      | 0           | 0          |
| V. Džoni      | 32            | 2             | 5             | 2             | 0                 | 0                 | 0                 | 0                 | 32       | 2      | 5           | 2          |
| N. Elgert     | 30            | 9             | 2             | 0             | 0                 | 0                 | 0                 | 0                 | 30       | 9      | 2           | 0          |
| U. Gentze     | 0             | 0             | 0             | 0             | 0                 | 0                 | 0                 | 0                 | 0        | 0      | 0           | 0          |
| K. Gerban     | 23            | 0             | 6             | 0             | 0                 | 0                 | 0                 | 0                 | 23       | 0      | 6           | 0          |
| M. Henke      | 12            | 0             | 0             | 1             | 0                 | 0                 | 0                 | 0                 | 12       | 0      | 0           | 1          |
| H. Kerscher   | 20            | 0             | 3             | 1             | 0                 | 0                 | 0                 | 0                 | 20       | 0      | 3           | 1          |
| K. Kramer     | 5             | 0             | 0             | 0             | 1                 | 0                 | 0                 | 0                 | 6        | 0      | 0           | 0          |
| P. Kunkel     | 36            | 14            | 8             | 0             | 1                 | 0                 | 0                 | 0                 | 37       | 14     | 8           | 0          |
| J. Postler    | 7             | 0             | 0             | 0             | 0                 | 0                 | 0                 | 0                 | 7        | 0      | 0           | 0          |
| H. Reiners    | 9             | 0             | 0             | 0             | 1                 | 0                 | 0                 | 0                 | 10       | 0      | 0           | 0          |
| T. Siewert    | 33            | 1             | 3             | 1             | 1                 | 0                 | 0                 | 0                 | 34       | 1      | 3           | 1          |
| W. Steeger    | 29            | 1             | 4             | 0             | 0                 | 0                 | 0                 | 0                 | 29       | 1      | 4           | 0          |
| W. Steubing   | 31            | 13            | 0             | 0             | 0                 | 0                 | 0                 | 0                 | 31       | 13     | 0           | 0          |
| B. Tilner     | 11            | 0             | 0             | 0             | 1                 | 0                 | 0                 | 0                 | 12       | 0      | 0           | 0          |
| M. Tilner     | 12            | 0             | 0             | 0             | 1                 | 0                 | 0                 | 0                 | 13       | 0      | 0           | 0          |
| G. Tinnefeld  | 36            | 1             | 8             | 0             | 1                 | 0                 | 0                 | 0                 | 37       | 1      | 8           | 0          |
| J. Willkomm   | 33            | 6             | 5             | 0             | 1                 | 0                 | 0                 | 0                 | 34       | 6      | 5           | 0          |
| L. Winkel     | 19            | 3             | 0             | 0             | 1                 | 0                 | 0                 | 0                 | 20       | 3      | 0           | 0          |
| H. Wulfmeier  | 6             | 0             | 2             | 0             | 1                 | 0                 | 0                 | 0                 | 7        | 0      | 2           | 0          |
| H. Zimmer     | 37            | 4             | 2             | 0             | 1                 | 0                 | 0                 | 0                 | 38       | 4      | 2           | 0          |